# François-André Vincent
François-André Vincent (30 grudnia 1746 w Paryżu, zm. 3 lub 4 sierpnia 1816 tamże) – francuski malarz neoklasycystyczny.
Jego pierwszym nauczycielem był ojciec, miniaturzysta François-Élie Vincent, profesor Académie de Saint-Luc, a następnie Joseph-Marie Vien. W 1768 został laureatem Prix de Rome i lata 1771–1775 spędził na stypendium we Włoszech. Po powrocie do Francji został nauczycielem rysunku na dworze Ludwika XVI, był profesorem w Académie royale de peinture et de sculpture, od 1777 wystawiał w paryskim Salonie. W 1799 ożenił się z malarką Adelajdą Labille-Guiard, lecz ich małżeństwo po 4 latach przerwała śmierć żony.
Vincent był jednym z przywódców szkoły neoklasycznej obok swojego największego rywala Jacques'a-Louisa Davida. Był również jednym z pierwszych członków Académie des Beaux-Arts w Institut de France, który zastąpił Akademię Królewską. Prowadził studio artystyczne, wśród jego uczniów byli m.in. Pierre-Nolasque Bergeret, Charles Thévenin, François-Joseph Heim, Charles Paul Landon, Isabelle Pinson i Charles Meynier.

## Galeria

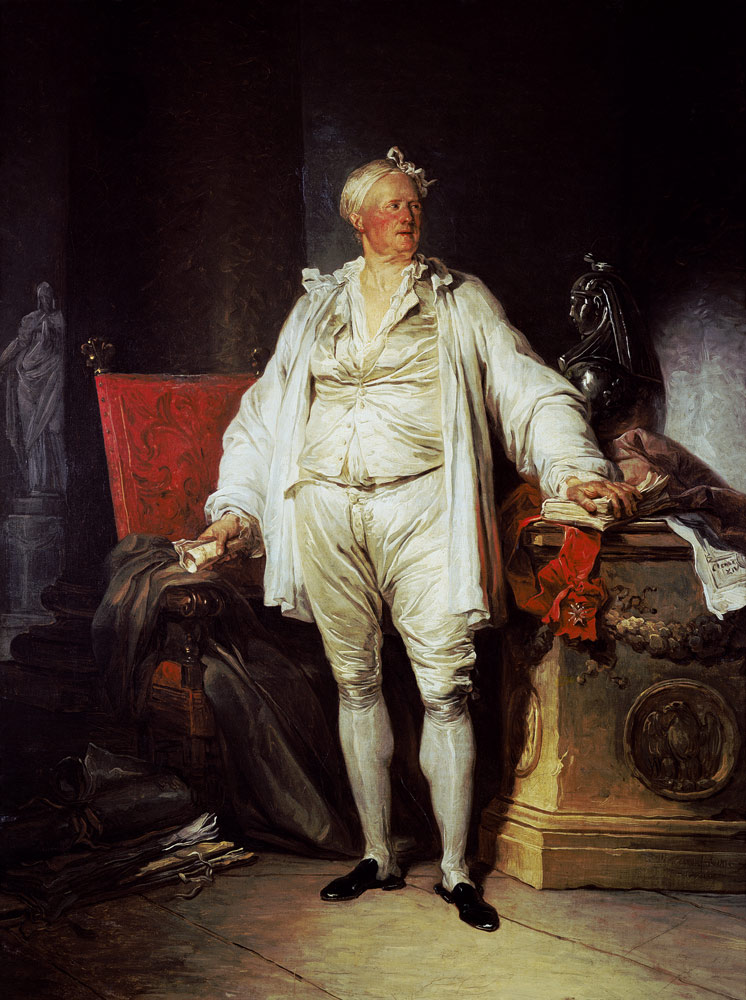
Portret Monsieur Bergeret de Grancourt (1774). Muzeum Sztuk Pięknych i Archeologii w Besançon.
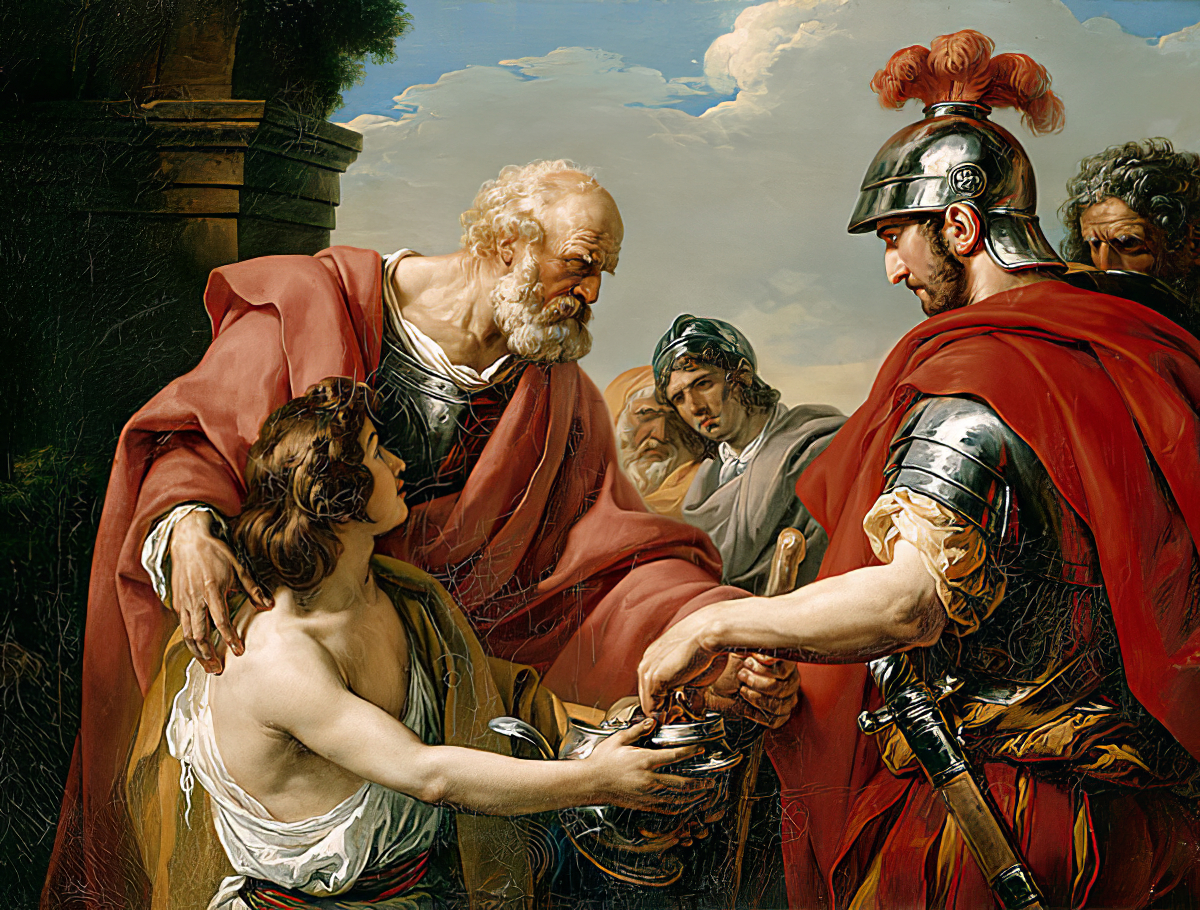
Belizariusz (1776). Musée Fabre, Montpellier.
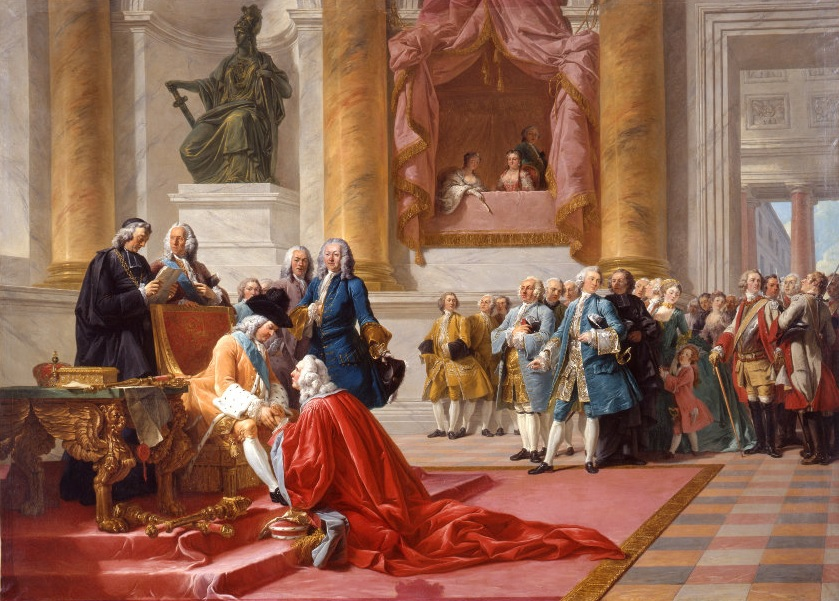
Le marquis de La Galaizière... (1778). Musée Lorrain, Nancy.
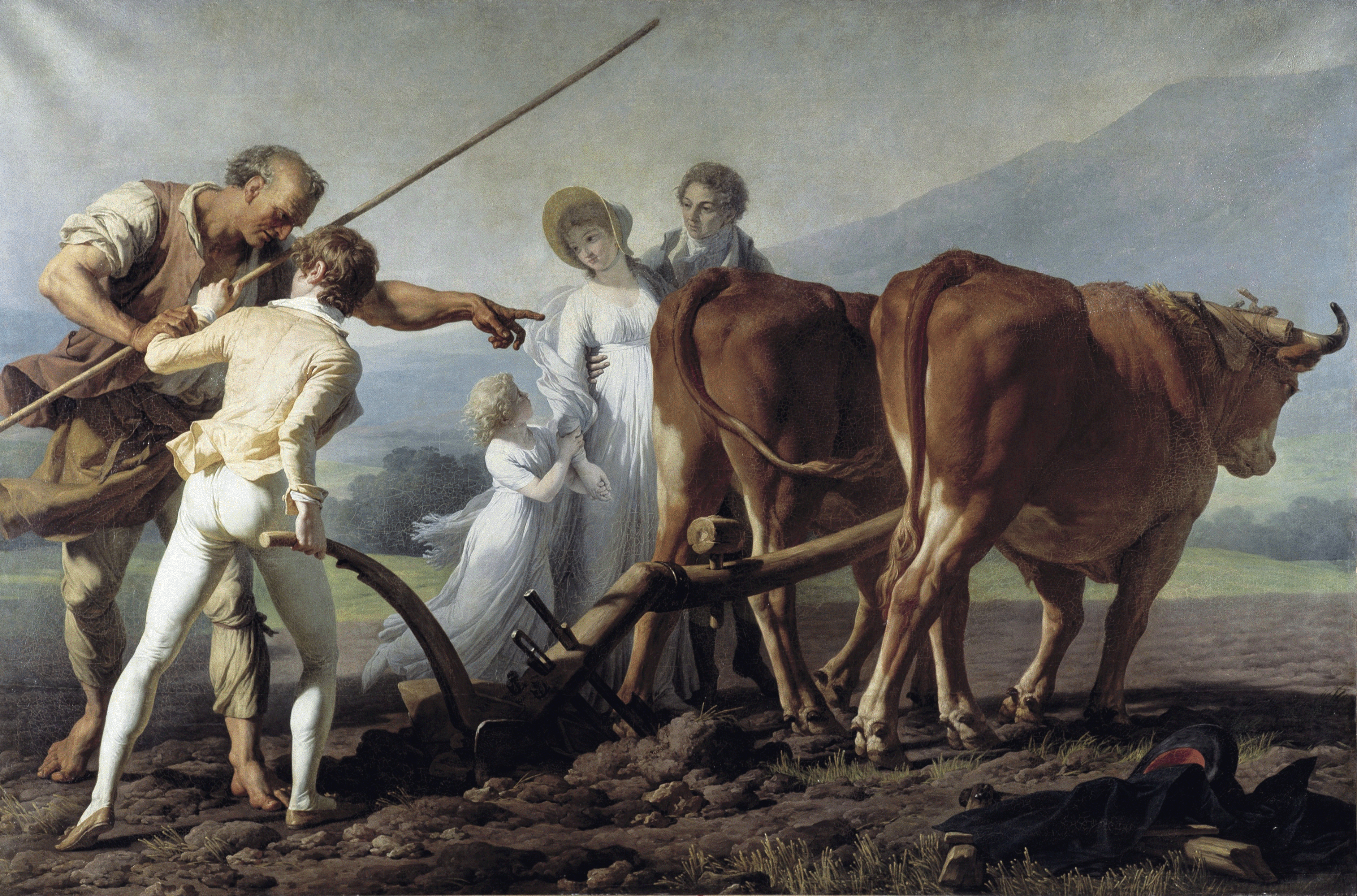
Lekcja orki (1793-98). Musée des Beaux-Arts de Bordeaux.